# Лесхулухе
Лесхулухе (груз. ლესხულუხე) — село в Грузии, на территории Мартвильского муниципалитета края (мхаре) Самегрело-Верхняя Сванетия.

## География
Село находится в западной части Грузии, на левом берегу реки Чачхури (левый приток реки Техури), на расстоянии приблизительно 9 километров (по прямой) к северо-северо-западу от города Мартвили, административного центра муниципалитета. Абсолютная высота — 445 метров над уровнем моря.

## Население
По результатам официальной переписи населения 2014 года в Лесхулухе проживало 167 человек (85 мужчины и 82 женщины). В национальной структуре населения грузины составляли 100 %.
| Год  | Население, человек |
| ---- | ------------------ |
| 2002 | 325                |
| 2014 | ↘ 167              |